# Caccia a Scarecrow
Caccia a Scarecrow (Scarecrow Slayer) è un film del 2003 diretto da David Michael Latt. Il film è il  sequel di Scarecrow del 2002 di Emmanuel Itier e seguito da Il ritorno di Scarecrow diretto da Brian Katkin nel 2004.
Nel film recita anche Tony Todd (attore famoso per aver interpretato il personaggio di Candyman nell'omonimo film, preso da un racconto di Clive Barker).

## Trama
Il ragazzo di un college viene ucciso mentre faceva uno scherzo di fraternità. Questi però risorge nel corpo di uno spaventapasseri assassino.
Un gruppo di ragazzi anche loro di un college durante un giro notturno finisce nelle zone abitate dal mostro. Il gruppo cercherà di sfuggire allo spaventapasseri che continuerà a dargli la caccia.